# میتسوکی سایتو
میتسوکی سایتو (ژاپنی: 齊藤 未月؛ زادهٔ ۱۰ ژانویهٔ ۱۹۹۹) بازیکن فوتبال اهل ژاپن است که در تیم‌های ملی فوتبال زیر ۱۷ سال ژاپن و زیر ۲۰ سال ژاپن بازی کرده‌است.